# Капырин, Дмитрий Юрьевич
Дми́трий Ю́рьевич Капы́рин (род. 28 февраля 1960, Москва) — российский композитор.

## Биография
В 1979 г. окончил Московское музыкальное училище им. Октябрьской Революции (ныне Московский государственный институт музыки имени А. Г. Шнитке), затем поступил во Львовскую консерваторию, которую окончил в 1984 г. по классу композиции у Лешека Мазепы. 

С 1991 года член Союза Композиторов России (на творческой работе). 

В 1992 году принимал участие в мастер-классах композиторов Пола Рудерса и Эдисона Денисова, а также ударника Герта Сёренсена в Дании. 

В 1994 г. был награждён Второй премией на Двенадцатом композиторском конкурсе ICONS 1994 в Турине (Италия) за сочинение для камерного ансамбля «Звуки и голоса». 

В 1996 г. его оркестровое сочинение «Сны» было отмечено дипломом на Восьмом международном композиторском конкурсе в Безансоне (Франция). 

В 1995 г. получил стипендию Берлинской Академии Искусств и провел два месяца в Германии, работая над сценической композицией «Воплощение цвета». 

В 2010 г. стал финалистом конкурса композиторов YouTube с Камерной Симфонией № 2 «Посвящение» для симфонического оркестра 

Был членом жюри нескольких международных и российских композиторских конкурсов (Gradus ad Parnassum — Киев 1994, «Открытый музыкально-театральный проект» — Москва 2003, Международный композиторский конкурс им. Д. Шостаковича — Москва 2005, Всероссийский конкурс сочинений молодых композиторов для симфонического оркестра «Другое пространство» — Москва 2018). 

Проводил лекции и мастер-классы в различных учебных заведениях (Музыкальной Академии в Базеле 1993 г., Московской Консерватории 1997 г., Львовской национальной музыкальной академии имени Н. В. Лысенко 1998 г., Руанской консерватории 2010 г.), выступал с докладом на международном научном симпозиуме «Экология культуры» в Самаре 1996 г. и др.
Статьи и публикации в книгах и журналах («О некоторых моих произведениях» в сборнике теоретических статей «Theorica Musica» под общей редакцией Ю. Н. Холопова, «Денисов-воспоминания и впечатления» в книге «Свет, Добро, Вечность» под общей редакцией В. С. Ценовой, «Моё композиторское поколение — воспоминания и размышления» в журнале «Трибуна Современной Музыки», «Ритм — особым образом организованный язык или…?», «О дирижерах» в журнале «Музыкальная академия» и др.) С 2004 года музыкальный редактор московского отделения издательства «Emergency Exit».
Среди исполнителей его музыки — дирижёры Владимир Юровский, Фёдор Леднёв, Алексей Виноградов, Игорь Дронов, Huub Kerstens, Vincent Kozlovsky, Arild Remmereit, пианисты Айвар Михашофф, Михаил Дубов, кларнетисты Олег Танцов и Ester Lamneck, фаготист Валерий Попов, саксофонисты Claude Delangle, Marc Sieffert, Christoph Kirschke, Алексей Волков, виолончелист Александр Загоринский, гитаристы Владимир Гапонцев, Magnus Andersson, ударник Pedro Carneiro, Московский Ансамбль Современной Музыки, Ансамбль Солистов Студия Новой Музыки, Государственный симфонический оркестр России им. Светланова, Российский Национальный Оркестр, Симфонический Оркестр Министерства Обороны Российской Федерации, Croatian Symphonic Wind Orchestra, Национальный Академический Духовой Оркестр Украины, Академический Симфонический Оркестр Львовской Филармонии, Струнный Оркестр «Виртуозы Львова», ансамбли Студия Новой Музыки, HEX Ensemble (Голландия), Erwartung (Франция), Work in Progress — Berlin, Da Capo Chamber Players, CUBE Ensemble (США), Archaeus (Румыния), Ars Poetica (Молдавия), Ricochet, Violonchelissimo (Украина)и др.
Сочинения Дмитрия Капырина прозвучали на международных фестивалях «Альмейда» в Лондоне, «Московская осень», «Другое пространство», "Варшавская Осень", «Présances 93» в Париже, «Music Biennale Zagreb», «reMusik» в Санкт-Петербурге,  «Musica Nova — Sofia», «Osterfestival» в Инсбруке, «Miteinander Erfahrungen in Mitteleuropa» в Дрездене, «NovAntiqua» в Кёльне, «Контрасты» во Львове, «Melos-Ethos» в Братиславе, «Неделя новой музыки» в Бухаресте, «Дни современной музыки» в Бакэу (Румыния), «Два дня и две ночи» в Одессе, «Kyiv Musik Fest», ISCM World New Music Days в Загребе, «Festival Internacional de Musica de Aveiro» в Португалии, а также на концертах современной музыки в Голландии, Дании, Австрии, Швейцарии, Швеции, Германии, Франции, Италии, Люксембурге, США, Японии, Китае, Латвии, Украине, России.
Его музыку транслировали такие радиокомпании, как Radio France, Deutsche Radio, Dutch radio, Croatian Radio, Radio of Chicago, радио «Орфей», радио Эхо Москвы, Киевское Радио, Радио Молдовы и др., а также Российское Телевидение.
Дмитрий Капырин писал музыку к спектаклям Московского драматического театра им. Станиславского, Московского театра Сатиры, Ростовского драматического театра им. Горького, Воронежского и Ростовского театров юного зрителя и др. Как аранжировщик сотрудничал с театрами МХТ им. Чехова, Детским Музыкальным Театром «Экспромт», Гоголь-центром, центром современного искусства «Винзавод», Московским Ансамблем Современной Музыки, Неаполитанским Ансамблем им. Мисаиловых и др.
В 2002—2003 годах принимал участие в создании музыкальных компьютерных игр американской компании Kidsmusicstage (Щелкунчик, Волшебная флейта и Времена Года), а также игры Discover Bach! компании Art and music games.
Сын — Владимир Капырин (1987—2023), джазовый пианист. Дочь - Анна Капырина (1994), дизайнер

## Сочинения
| опера - НАВАЖДЕНИЕ Одноактная опера в девяти эпизодах Либретто — Дмитрий Капырин исполнители: сопрано, тенор, три баритона, два баса, смешанный хор, оркестр (1111-2111-2 perc, p-no, strings) оркестровая музыка - КОНЦЕРТИНО для домры и оркестра русских народных инструментов (1978) 7' - СИМФОНИЯ № 1 (1984) 20' для симфонического оркестра (3222-4231-4 perc-hp, pf-strings) - СНЫ (1990) 16' для симфонического оркестра (3232-3121-4 perc-hp, pf-88664) - К ПОЭЗИИ (1991) 12' для камерного оркестра (2121—1110-glock, vib, chimes-cel, hp, pf-11221) - МУЗЫКА ИЗ ТИШИНЫ (1992) 11' Версия для камерного оркестра 1994 (1111—1110-1 perc-pf-11111) - ПО ТЕЧЕНИЮ (1994) 7' для сопранового саксофона и камерного оркестра (1111—1110-1 perc-hp, pf-10111) - МУЗЫКА ДОЖДЯ (1993) 16' для струнного оркестра (65432) - ПЕСНЯ БЕЗ СЛОВ (1998) 12' для камерного оркестра (1111—1110-2 perc-hp, pf-11111) - CHANSON D’AMOUR Виолончельный концерт (1999) 12' solo cello-1111-1110-2 perc-hp, pf-11101 - ЧЕТЫРЕ ПОСТЛЮДИИ (2000) 6' для симфонического оркестра (2222-4220-3perc-hp, pf-strings) - ПРИКОСНОВЕНИЕ (2001) 5' для камерного оркестра (1111—1110-2 perc-hp, pf-11111) - КОНЦЕРТ ДЛЯ ФАГОТА И КАМЕРНОГО ОРКЕСТРА (2002) 15' solo bassoon-1110-1110-2 perc-hp, pf-11111 - ПОСВЯЩЕНИЕ — СИМФОНИЯ № 2 (2004—2010) 16' Версия для камерного оркестра 2004 (1111—1110-perc-hp, pf-11111) - КОНЦЕРТ ДЛЯ ГОБОЯ И СТРУННОГО ОРКЕСТРА (2004) 16' solo oboe and strings (minimum 2,2,2,2,1) - ТЕАТРАЛЬНАЯ МУЗЫКА, Сюита (2007) 16' для оркестра с солирующим фортепиано (2222—2220-2 perc, hp — strings) - СИМФОНИЯ № 3 (2007) 23' для симфонического оркестра (2222—2221-3 perc, hp, pf-strings) - КОНЦЕРТ ДЛЯ АРФЫ С ОРКЕСТРОМ (2008) 16' solo harp-1121-2121-perc, strings - ИГРА (2010) 10' для камерного оркестра (1111-1110-hp, pf-11111) - ПЕТРУШКА (2010) 7' для духового оркестра (Fl picc, 2Fl, 2Ob, Cl picc, Cl I, Cl II, Cl III, Bass Cl, S.Sax, 2 A.Sax, 2 T.Sax, B.Sax, 4 Hns, 3 Flugs, 4 Tpts, 4 Tbns, Tba, 3 perc) - ПЕТРУШКА (2018) 7' версия для симфонического оркестра (3332-4441, 3 perc.-strings) - КОНЦЕРТ ДЛЯ ДУХОВОГО ОРКЕСТРА (2011) 20' (Fl picc, 2Fl, 2Ob, 2Bsns, Cl picc, Cl I, Cl II, Cl III, Bass Cl, S.Sax, 2 A.Sax, 2 T.Sax, B.Sax, 4 Hns, 4 Tpts, 4 Cor, 3 Tbns, Ten, 2 Bar, 2Tbas, 3 perc) - KONZERTSTÜCK (2013) 11' для струнного оркестра - КОНЦЕРТ ДЛЯ КЛАРНЕТА И СТРУННОГО ОРКЕСТРА (2016) 24' solo clarinet (B), strings - МУЗЫКА ДЛЯ ВИБРАФОНА И СТРУННОГО ОРКЕСТРА (2017) 12' vibraphone solo, strings - КОНЦЕРТ ДЛЯ ГИТАРЫ И СТРУННОГО ОРКЕСТРА (2018) 14' guitar solo, strings - LAMENTO (2019) 15' для симфонического оркестра (2222-4331-4perc.-hp, pf-strings) вокальная и хоровая музыка - CHOSE DE SOIR (1994) 16' для сопрано и камерного ансамбля (1010-0000-2 perc-pf, cel-11110) на стихи Виктора Гюго, Жана Ришпена и Пьера Реверди (на французском) - ГАРМОНИИ ТИШИНЫ (1997) 15' для чтеца и камерного оркестра (1111—1110-2 perc-hp, pf-11111) на стихи Чон Чхоля, Корея XVI век (на русском) - ГРУСТНЫЕ ПЕИЗАЖИ (1998) 10' Первая версия: для смешанного хора, флейты, ударных и фортепиано Вторая версия: для смешанного хора и камерного ансамбля (1111-0000-1 perc-hp, pf-11111) на стихи Поля Верлена (на русском и французском языках) - ОТЧЕ НАШ (2007) 6' для мужского хора и симфонического оркестра (2222—2221-3 perc, hp, pf-strings) - LE CHANT DES MORTS (2019) 13' на стихи Пьера Реверди (на французском) Первая версия: для сопрано и симфонического оркестра (2222-2220-2perc-hp, pf-strings) Вторая версия: для сопрано и камерного ансамбля (1111-1110-2 perc-hp, pf-11111) - LE TRAITS DU CIEL (2020) 4 ' на стихи Пьера Реверди (на французском) - ОСЕННИЙ ДОЖДЬ (2023) 10 ' на стихи Леопольда Стаффа (в переводе с польского Анатолия Гелескула) для меццо-сопрано, фортепиано и струнного оркестра камерный ансамбль - СОНАТА (1983) 15' для альта и фортепиано - ПРИБЛИЖЕНИЕ (1987) 9' для скрипки, альта, виолончели и фортепиано - СОНАТА (1988) 15' для кларнета и фортепиано - И СВЕТ СКВОЗЬ ЛИСТВУ (1989) 7' для флейты, виолончели и фортепиано - ЗВУКИ И ГОЛОСА (1990) 8' для флейты, кларнета, скрипки, вибрафона, арфы и фортепиано - ПАСТОРАЛЬ (1992) 9' Первая версия: для шести блокфлейт, вибрафона, челесты и фортепиано Вторая версия: для камерного ансамбля (1110-0000-vib, cel, pf-20100) - МУЗЫКА ИЗ ТИШИНЫ (1992) 11' Версия для камерного ансамбля 1992 (1120-0110-perc, pf-10111) - КАРТОЧНЫЙ ДОМИК (1995) 9' для кларнета, скрипки, виолончели и фортепиано - МУЗЫКА ДЛЯ ДВОИХ (1995) 7' для кларнета (или сопранового саксофона) и фортепиано - ВОПЛОЩЕНИЕ ЦВЕТА (1995) 14' для трёх художников, трёх танцоров и камерного ансамбля и фонограммы Concert version: для камерного ансамбля и фонограммы - ИЗ ВОЗДУХА (1996) 9' для кларнета, скрипки, двух альтов, контрабаса и аккордеона - СЕПТЕТ (1996) 11' для гобоя, кларнета, фагота, скрипки, виолончели, ударных и фортепиано - МУЗЫКАЛЬНЫЙ МОМЕНТ (1997) 6' для альтового саксофона (или кларнета) и виолончели - КАК БАБОЧКИ НА ВЕТРУ (1997—2007) 7' для альтового саксофона (или кларнета) и арфы - САКСОФОНОВЫЙ КВАРТЕТ (1999) 12' (soprano, alto, alto, tenor) - СКЕРЦО (2000) 4' для флейты, кларнета, скрипки, виолончели, ударных и фортепиано - ТРИ КАПРИСА (2001) 8' для виолончели и фортепиано - НЕРВ (2001) 3' для двух виолончелей Версия для альтового и баритонового саксофонов Версия для английского рожка и фагота - ПЯТЬ МИНИАТЮР (2002) 5' для гитары, арфы и фортепиано - ЧЕТЫРЕ ПЬЕСЫ ДЛЯ КВАРТЕТА (2003) 8' для английского рожка, фагота, виолончели и контрабаса - ЭЛЕГИЯ (2003) 4' для двух виолончелей - МУЗЫКА ОДИНОЧЕСТВА (2005) 5' для двух виолончелей и гитары - INSIDE (2011) 10' для флейты, кларнета, скрипки, виолончели и фортепиано - КВИНТЕТ (2011) 20' для флейты, кларнета, скрипки, виолончели и фортепиано - НОЧНАЯ МУЗЫКА (2012) 3,5' для флейты, кларнета, скрипки, виолончели и фортепиано - ДВЕ ПЬЕСЫ — В ДВИЖЕНИИ И ПОСТЛЮДИЯ (2015) 12' для вибрафона и фортепиано - ДЫХАНИЕ (2015) 8' для бас-кларнета и фортепиано - ДВИЖЕНИЕ В НЕИЗБЕЖНОСТЬ (2016) 10' для виолончели и фортепиано - ГОЛОС (2017) 9' для фагота и фортепиано - ТАНЕЦ БАБОЧЕК (2017) 5' для альтового саксофона и фортепиано - TENDERLY (2018) 6' для маримбы и вибрафона - КАПРИЗ (2019) 6' для скрипки и фортепиано - МЕРКУЦИО (2020) 6' для скрипки, виолончели и фортепиано - ДИАЛОГ С ТЕНЬЮ (2020) 4' для гобоя и фортепиано - НАИВНАЯ МУЗЫКА (2021) 6' для альтового саксофона и фортепиано - НЕМНОГО НЕРВНО (2021) 6' для флейты и фортепиано - КОЛЫБЕЛЬНАЯ ВЕТРУ (2021) 8' для флейты, кларнета, скрипки, виолончели и фортепиано - ТИХИЕ ВОЛНЫ ВРЕМЕНИ (2023) 7' для альта и органа - КОЛЫБЕЛЬНАЯ ВРЕМЕНИ (2023) 9' для английского рожка, альта и фортепиано - НЕРВНО И НЕЖНО (2023) 8' для флейты, скрипки, виолончели и фортепиано инструменты соло - ТРИ ПЬЕСЫ ДЛЯ АРФЫ (1982) 5' - СОСТОЯНИЯ (1987) 6' четыре пьесы для фортепиано - ВЕЧЕРНЯЯ МУЗЫКА (1987) 6' три пьесы для гитары - SOTTO VOCE (3 PIECES) (1992) 7' три пьесы для фортепиано - ТИХАЯ ПЕСНЯ ДЕРЕВА (1992) 8' для маримбы - ОСЕННЯЯ ПЕСНЯ (1997) 8' для альтового саксофона или кларнета - ДЕТСКИЕ ПЬЕСЫ (12 PIECES) (2000) 14' для фортепиано - АСИММЕТРИЧНЫЕ (5 PIECES) (2001) 7' пять пьес для фортепиано - СОНАТИНА (2003) 5' для фортепиано - ТРАНСКРИПЦИИ (2004) 6' шесть пьес для гитары - НАСТРОЕНИЕ 45 — Birthday Music (2006) 3' для фортепиано - СЕРЕНАДА (2007) 3' для фагота - HOMMAGE À CLAUDE MONET (2011) 5' для арфы - В ГАРМОНИИ (2017) 5' две пьесы для клавесина, версия для фортепиано. - КОЛЫБЕЛЬНАЯ РЫБАМ (2021) 3' для фортепиано музыка для домашнего музицирования - ВОКАЛИЗ (1980) 3' для женского голоса и фортепиано - ТРИ ДЖАЗОВЫЕ ПЬЕСЫ (2001) 5' для фортепиано - РОМАНС (2001) 2' для женского голоса и фортепиано на стихи М. Ю. Лермонтова - ТЕАТРАЛЬНАЯ МУЗЫКА (2005) 7' три пьесы для фортепиано инструментовки - И. С. Бах — инструментовки для камерного ансамбля (4 — 7 инструментов) 01 Оркестровая сюита No.3 ре мажор, BWV1068 — 2 Ария 02 Оркестровая сюита No.2 си минор, BWV1067 — 7 Шутка 03 Концерт для клавесина фа минор, BWV1056 — 2 part 04 Месса си минор — «Dona Nobis Pacem» 05 Концерт для двух скрипок ре минор, BWV1043 — 2 part 06 Соната для флейты и баса континио ми мажор, BWV1035 — 2. Allegro 07 Трио соната соль мажор, BWV1039 — 2 Allegro ma non tanto 08 Соната для флейты и баса континио ми минор, BWV1034 — 1 Adagio ma non tanto 09 Токката, Адажио и Фуга до мажор, BWV564 — Adagio 10 Итальянский концерт, BWV971 — 1 часть 11 Фантазия и Фуга соль минор, BWV542 — Fugue 12 BWV21, Ich hatte viel Bekümmernis — 1.Sinfonia 13 Соната для флейты и баса континио до мажор, BWV1033 — 3 Adagio 14 Соната для флейты и клавесина ля мажор, BWV1032 — 3 Allegro 15 BWV79 — 2.Aria: «Gott ist unser Sonn und Schild» - П. И. Чайковский — восемь пьес из Детского Альбома для камерного ансамбля (2 — 4 инструментов) 01 Вальс 02 Неаполитанская песенка 03 Полька 04 Русская песня 05 Старинная французская песня 06 Мазурка 07 Немецкая песня 08 Итальянская песня - Инструментовки для камерного ансамбля (флейта, англ. рожок, кларнет, ф-но, две скрипки, альт, виолончель) Густав Малер — «Ich bin der Welt abhanden gekommen» Модест Петрович Мусоргский — монолог Бориса из оперы «Борис Годунов». Леонард Бернстайн — «Glitter and be Gay» ария Кунегунды из оперетты «Кандид» Джакомо Пуччини — ария Тоски «Vissi d’arte» из оперы Тоска - Инструментовки музыки барокко для камерного ансамбля (флейта, гобой (англ. рожок), кларнет (бас кларнет), клавесин, две скрипки, альт, виолончель) Ж. Б. Люлли — увертюра из оперы Alceste Х. В. Глюк — ария «Ah malgre moi» из оперы Alceste Х. В. Глюк — ария «Divinites du styx» из оперы Alceste Г. Ф. Гендель — ария «Cangio d’aspetto» из оперы Admeto Г. Ф. Гендель — ария «Chiudetevi, miei lumi» из оперы Admeto Г. Ф. Гендель — ария «Da tanti affanni oppressa» из оперы Admeto Г. Ф. Гендель — ария «E che ci posso far» из оперы Admeto Г. Ф. Гендель — ария «La gloria sola» из оперы Admeto Г. Ф. Гендель — ария «Ah, si moro» из оперы Admeto Г. Ф. Гендель — ария «Gentle Morpheus» из оперы Alceste - Неаполитанские песни для тенора камерного ансамбля (две мандолины, мандола, гитара, две скрипки, альт, виолончель, контрабас) Salvatore Cardillo — Core n’grato (жестокое сердце) Rodolfo Falvo — Dicitincello vuji (Скажите девушки) Augostino Lara — Granada (Гранада) Eduardo di Capua — Io ti vurria vassa (Повесть любви моей) Cesare Andrea Bixio — La canzone dell’amore (Песня любви) Stanislao Gastaldon — Musica proibita (Запретная мелодия) Eduardo Di Capua — O, Sole mio Cesare Andrea Bixio — Parlami d’amore Mariu (Что ж ты опустила глаза) Ernesto de Curtis — Ti voglio tanto bene (Я так тебя люблю) Ernesto De Curtis — Tu ca nun chiagne (Как прекрасна гора этой ночью) Неизвестный автор — Vieni sul mar (Пой ласточка, пой) |